# Otto von Gemmingen (1838–1892)
Otto von Gemmingen (* 19. Februar 1838 in Stuttgart; † 18. Januar 1892) war Feldmarschallleutnant in kaiserlich österreichischen Diensten, Flügeladjutant von Kaiser Franz Joseph I. und Leiter des Wiener Militär-Reitlehrer-Instituts.
Er ist nicht zu verwechseln mit dem gleichnamigen Feldmarschall-Leutnant (1823–1890), der in Prag tätig war.

## Leben
Er war ein Sohn des sachsen-meiningischen Land-Oberjägermeisters Karl Weiprecht Reinhard von Gemmingen (1797–1882) aus dessen erster Ehe mit Emma von Uttenhofen (1804–1846). Nachdem 1846 sein Onkel Eduard Friedrich Ludwig und seine Mutter verstorben waren und sich der Vater 1847 wiederverheiratet hatte, gaben die revolutionären Ereignisse des Jahres 1848 dem Vater den Anlass, den sachsen-meiningenschen Dienst zu quittieren und 1849 auf das zuvor von seinem verstorbenen Bruder bewirtschaftete Gut nach Bonfeld zu ziehen. Dort wurden Otto und vier Geschwister außer durch einen Hofmeister auch durch die Absolventen eines zeitweilig bestehenden Lehrerseminars unterrichtet. 1852 zog die Familie nach Karlsruhe, wo die Söhne ihre Ausbildung vollenden konnten. Otto besuchte dort das Gymnasium und das Polytechnikum und studierte anschließend Mathematik. Er trat mit 18 Jahren in österreichische Militärdienste. 1856 war er Kadett im 1. Ulanenregiment des Grafen Civalart in Mähren. Er nahm am italienischen Feldzug 1859 teil und kämpfte bei Orlegno, Turbigo, Magenta und Solferino. Nach den Schlachten von Bysokow, Skalitz und Königgrätz erhielt er als Generalstabsoffizier das Militärverdienstkreuz. Nach dem Centralkavalleriekurs 1871/72 wurde er als Reitoffizier Instruktor von Kronprinz Rudolf von Österreich. Als Major wurde er 1875 zum Flügeladjutanten von Kaiser Franz Joseph befördert. Als Oberst des 1. Ulanenregiments leitete er das Wiener Militär-Reitlehrer-Institut. 1887 wurde er zum Generalmajor, 1891 zum Feldmarschall-Leutnant befördert. Er starb 1892 an einer Lungenentzündung und wurde unter höchsten Ehren in Wien beigesetzt.

## Familie
Er entstammte dem Zweig Bonfeld Oberschloss innerhalb des 2. Astes (Bonfeld) der II. Linie (Gemmingen, Guttenberg) der Freiherren von Gemmingen und blieb wohl unvermählt.

## Gemmingens große Liebe
Als Flügeladjutant von Kaiser Franz Joseph reiste Gemmingen mit seinem Herrn natürlich immer mit. Während eines Aufenthaltes in Gödöllö lernte er Gräfin Marie Festetics, die Hofdame von Kaiserin Elisabeth, kennen. Die Hofdame berichtet von dieser ersten Begegnung am 14. Dezember 1875: „Der neue Flügeladjutant ist da, Baron Gemmingen. Ich glaube, er ist ein sehr gescheidter, sehr ernster Mensch, ist sehr für sich. Er hat merkwürdige Augen, von einer durchsichtigen Klarheit und treuherzig wie ein Kind. Er hat ein ausgezeichnetes Renomée als Reiter und Officier.“ (Walterskirchen / Meyer: Das Tagebuch der Gräfin Marie Festetics. 176.)
Die beiden verliebten sich ineinander, die Beziehung hielt bis zum Ableben von Gemmingen. Die Kaiserin unterstützte zwar die Beziehung, aber ihrer Hofdame verbot sie ausdrücklich zu heiraten. Außerdem fühlte sich lange Zeit weder Gemmingen noch die Gräfin finanziell in der Lage, eine standesgemäße Ehe einzugehen. Kaiserin Elisabeth bat den Kaiser mehrmals, seinem Adjutanten und Offizier Urlaub zu gewähren, damit er der Kaiserin nachreisen konnte, in deren Umgebung sich Marie Festetics als Hofdame aufhielt. Gemmingen war auch öfter Gast in dem ungarischen Söjtör, wo sich das Familienschloss der Festetics’ befindet. Die Beziehung der beiden war am Wiener Hof ziemlich bekannt, so dass als Gemmingen völlig unerwartet 1892 an einer Lungenentzündung infolge einer Grippe verstarb, ging die militärische Führung davon aus, dass die Beisetzung des Leichnams in Söjtör, in der Familiengruft der Festetics’ stattfinden würde, was dann in mehreren Tageszeitungen auch so veröffentlicht wurde. Erst am Tag darauf korrigierten die Zeitungen die Falschmeldung. Marie Festetics war ob des Todesfalls sehr verzweifelt, zumal ihre Mutter kaum einen Monat später ebenfalls verstarb – das letzte noch lebendige Familienmitglied, so dass sie ein halbes Jahr dann auch keinen Dienst mehr versehen konnte. Otto von Gemmingens Grab pflegte sie bis zu ihrem Ableben im Jahr 1923, sorgte auch dafür, dass immer frische Blumen am Grab waren. Während ihrer Reisen mit der Kaiserin bat sie immer Ida Ferenczy, die Vorleserin und engste Vertraute der Kaiserin, nach dem Grab zu sehen.
Kurz nach dem Tod von Gemmingen erschienen in der Presse Andeutungen von einer möglichen Verlobung von Gemmingen und der Gräfin Festetics. Dies lässt sich aber bisher nicht beweisen.